# برون جيمس
برون جيمس (بالإنجليزية: Brion James) هو ممثل أمريكي، ولد في 20 فبراير 1945 في الولايات المتحدة، وتوفي بنفس المكان في 7 أغسطس 1999 بسبب نوبة قلبية. بدأ مشواره المهني سنة 1974.

## أعمال

### أفلام
- (1976) الاتجاه إلى المجد
- (1982) بليد رانر[3][4][5][6]
- (1989) تانغو وكاش[7]
- (1990) 48 ساعة أخرى[8]
- (1992) اللاعب
- (1994) هونغ كونغ 97
- (1997) العنصر الخامس[9][10][11][12]

## وصلات خارجية
- برون جيمس على موقع IMDb (الإنجليزية)
- برون جيمس على موقع روتن توميتوز (الإنجليزية)
- برون جيمس على موقع ألو سيني (الفرنسية)
- برون جيمس على موقع أول موفي (الإنجليزية)
- برون جيمس على موقع قاعدة بيانات الأفلام السويدية (السويدية)
- برون جيمس على موقع إن إن دي بي (الإنجليزية)
- برون جيمس على موقع قاعدة بيانات الفيلم (الإنجليزية)
- برون جيمس على موقع كينوبويسك (الروسية)